# Rajd Warszawski 2001
Rajd Warszawski 2001 – 28. edycja Rajdu Warszawskiego. Był to rajd samochodowy rozgrywany od 20 do 21 października 2001 roku. Była to ósma runda Rajdowych Samochodowych Mistrzostw Polski w roku 2001. Rajd składał się z szesnastu odcinków specjalnych (jeden odcinki anulowano). 

## Wyniki końcowe rajdu[1]
| Miejsce | Kierowca            | Pilot              | Samochód                 | Czas      | Strata  | Grupa Klasa |
| ------- | ------------------- | ------------------ | ------------------------ | --------- | ------- | ----------- |
| 1       | Janusz Kulig        | Jarosław Baran     | Ford Focus WRC RS '00    | 1:24:15.7 | -       | A8          |
| 2       | Krzysztof Hołowczyc | Jean-Marc Fortin   | Peugeot 206 WRC          | 1:24:20.8 | +5.1    | A8          |
| 3       | Leszek Kuzaj        | Andrzej Górski     | Toyota Corolla WRC       | 1:24:41.5 | +25.8   | A8          |
| 4       | Tomasz Kuchar       | Maciej Szczepaniak | Toyota Corolla WRC       | 1:25:33.5 | +1:17.8 | A8          |
| 5       | Marcin Turski       | Dariusz Burkat     | Mitsubishi Lancer Evo VI | 1:29:47.0 | +5:31.3 | N4          |
| 6       | Paweł Dytko         | Tomasz Dytko       | Mitsubishi Lancer Evo VI | 1:29:57.4 | +5:41.7 | N4          |
| 7       | Tomasz Czopik       | Łukasz Wroński     | Mitsubishi Lancer Evo VI | 1:30:43.4 | +6:27.7 | N4          |
| 8       | Robert Herba        | Jacek Rathe        | Mitsubishi Lancer Evo VI | 1:31:20.3 | +7:04.6 | N4          |
| 9       | Michał Bębenek      | Grzegorz Bębenek   | Mitsubishi Lancer Evo VI | 1:31:49.2 | +7:33.5 | A8          |
| 10      | Damian Gielata      | Maciej Baran       | Mitsubishi Lancer Evo VI | 1:32:46.8 | +8:31.1 | N4          |